# Emma Wilson
Emma Wilson (Nottingham, 7 de abril de 1999) es una deportista británica que compite en vela en las clases RS:X e iQFoil.
Participó en dos Juegos Olímpicos de Verano, obteniendo dos medallas de bronce, en Tokio 2020 (clase RS:X) y en París 2024 (iQFoil).
Ganó tres medallas en el Campeonato Mundial de IQFoil entre los años 2023 y 2025, y dos medallas en el Campeonato Europeo de IQFoil, en los años 2022 y 2023. Además, consiiguió dos medallas en el Campeonato Europeo de RS:X, en los años 2018 y 2019.

## Palmarés internacional
| Juegos Olímpicos   | Juegos Olímpicos   | Juegos Olímpicos  | Juegos Olímpicos |
| Año                | Lugar              | Medalla           | Clase            |
| ------------------ | ------------------ | ----------------- | ---------------- |
| 2020               | Tokio (Japón)      | Medalla de bronce | RS:X             |
| Campeonato Europeo |                    |                   |                  |
| Año                | Lugar              | Medalla           | Clase            |
| 2018               | Sopot (Polonia)    | Medalla de bronce | RS:X             |
| 2019               | El Arenal (España) | Medalla de plata  | RS:X             |

| Juegos Olímpicos   | Juegos Olímpicos       | Juegos Olímpicos  | Juegos Olímpicos |
| Año                | Lugar                  | Medalla           | Clase            |
| ------------------ | ---------------------- | ----------------- | ---------------- |
| 2024               | París (Francia)        | Medalla de bronce | iQFoil           |
| Campeonato Mundial |                        |                   |                  |
| Año                | Lugar                  | Medalla           | Clase            |
| 2023               | La Haya (Países Bajos) | Medalla de bronce | iQFoil           |
| 2024               | Lanzarote (España)     | Medalla de plata  | iQFoil           |
| 2025               | Aarhus (Dinamarca)     | Medalla de oro    | iQFoil           |
| Campeonato Europeo |                        |                   |                  |
| Año                | Lugar                  | Medalla           | Clase            |
| 2022               | Torbole (Italia)       | Medalla de plata  | iQFoil           |
| 2023               | Patras (Grecia)        | Medalla de bronce | iQFoil           |